# Ландон Донован
Ландон Тимоти Донован (енгл. Landon Timothy Donovan; Онтарио, 4. март 1982) бивши је амерички фудбалер.

## Биографија
Године 1999, Донован је проглашен за најбољег играча Светског првенства за фудбалере до 17 година. Након тога потписао је за немачки клуб Бајер Леверкузен. Играо је за тај тим шест година, до 2005, али три године је био на позајмици у Сан Хозе ертквејксима. Од 2005. године је потписао уговор за Лос Анђелес галакси. Био је најбољи стрелац МЛС лиге 2008. године. Након тога је 2009. године три месеца био на позајмици у Бајерну из Минхена, а у децембру 2010. био је исто на позајмици десет недеља у Евертону. 
Донован је најбољи стрелац свих времена репрезентације САД, постигао је 57 голова и дели прво место са Клинтом Демпсијем. Дебитовао је за А репрезентацију 25. октобра 2000. у мечу против Мексика и постигао погодак. Учествовао је на Светском првенству 2002. године, где је постигао два гола и био најбољи млади играч турнира. Учествовао је и на Светским првенствима 2006. и 2010. године. Одиграо је своју 100. репрезентативну утакмицу, 8. јуна 2008. године, са само 26 година. Укупно је наступио 157 пута за селекцију САД.